# Trocheus
A trocheus a leggyakoribb időmértékes verslábak egyike. Képlete: – υ, értéke három mora. Párja (fordítottja) a jambus. Mivel hosszú szótaggal kezdődik, az ereszkedő verslábak kategóriájába tartozik.

## A trocheikus versmérték az antik irodalomban
Az ókori görög költészetben a trocheus leggyakrabban ütemversekben szerepelt. Ezek közül legfontosabb a csonka tetrameter volt. Az archaikus költőknél (Arkhilokosz, Solón) gyakori, a tragédiákban nem jellemző a használata. Latin nyelven az archaikus drámákban volt elterjedt a trocheus alkalmazása. Itt trocheikus ütemversek szövődnek főleg jambikus sorok közé. Leggyakoribb a teljes négyütemű sor, ahol a rövid szótag helyén két rövid is állhat: "Elfogadák a királyi éket…" (Plautus: Persa, 31. sor.)

## Trocheusi sorfajok a magyar irodalomban
Esti kertben űlünk

Hallgatag,

Csend csobog körűlünk,

Halk patak,

Mint szomoru fűzfák szelíd domboldalban,

Halk patakra halkan

Hajlanak.
Fönt a szép ezüst ég

S hold lobog,

Istenem, leszünk még

Boldogok?

Kebleden a fejem:

Jó volna örökké ezen a kis dombon

Szívedet hallgatnom,

Hogy dobog.
(Tóth Árpád: Esti kertben)
Leggyakoribb a hetes és nyolcas trocheikus sor. A hetes olyan csonka sor, aminek utolsó gyönge ízét szünet pótolja: "Szállj le szállj el csöndes éj! / Nyugszik a föld, álma mély." (Tompa Mihály: A karcsai templom).
A trocheusi nyolcasban a hangsúly gyakran nem esik egybe a magyaros (felező) nyolcas hangsúlyával: "Most ott ül | az asztal mellett, / Imakönyvében | keresget." (Vörösmarty: A szegény asszony könyve). Felező nyolcas: "Álom, álom édes álom, / Altass engem légy halálom." (Vörösmarty: Helvila halálán).
A trocheusi tízes általában 4|6 tagolást mutat: "Szállj le, szállj le szép arany pillangó, / Kebelemre szállj le kis csapongó." (Vörösmarty: Virág és pillangó).
A teljes trocheikus trimeter Verseghy Ferenc tizenkettőse: "Nincs megyénkben szebb leányka Örzsikénél / Vénusz sem szebb alkotmányka termeténél" (Verseghy: Örzsike).
Gáldi szerint hosszabb trocheusi soraink egyetlen alapképletnek, a trocheusi tizenhatosnak (trocheusi tetrameter) ritmikai változatai: "Lenn a csöndes | alvilágban, | szellőtlen, bús | alvilágban" (Babits Mihály: Danaidák).
A hosszabb trocheusi sorfajok között található ismert sorfajta a Toldi-vers, ami nevét Arany János Toldijáról kapta. Ez a szimultán ritmusú verselési fajta a felező tizenkettes és a trocheikus mértékkel párosított változata:
Mintha pásztortűz ég őszi éjszakákon,
Messziről lobogva tenger pusztaságon:
Toldi Miklós képe úgy lobog fel nékem
Majd kilenc-tíz ember-öltő régiségben.

## Egyéb példák
- 4+6 trocheusi tízes: "Vert az óra, / Halnak a remények; / Kik szívembe / Hajlanfényt hintének" (Petőfi Sándor: Elválás)
- 6+5 tagolású periódus: "Földiekkel játszó / Égi tűnemény" (Csokonai Vitéz Mihály: A Reményhez)
- 6+3 tagolású periódus: "Esti kertben űlünk, / Hallgatag, / Csend csobog körűlünk, / Halk patak." (Tóth Árpád: Esti kertben)